# Thomas Nuttall
Thomas Nuttall (Preston Largo, perto de Settle, Yorkshire, 5 de janeiro de 1786 – Merseyside, Lancashire, 10 de setembro de 1859) foi um botânico e zoologista de origem britânica, que viveu e trabalhou nos Estados Unidos de 1808 até 1842.
Viajou aos Estados Unidos onde se encontrou com o professor Benjamin Smith Barton em Filadélfia. Animado por Barton para se dedicar ao estudo da botânica, Nuttall passou a colecionar plantas para a Universidade da Filadélfia, tornando-se amigo de Samuel Washington Woodhouse (1821-1904).
Em 1810, viajou para a região dos Grandes Lagos e, em 1811, acompanhou a expedição conduzida por William Price Hunt financiada por John Jacob Astor sobre o Rio Missouri. O botânico inglês, John Bradbury, coletando plantas para o jardim botânico de Liverpool acompanhou Nuttall. Os dois botânicos deixaram a expedição quando esta chegou em Dakota do Sul; lá, negociando com os índios Arikaras, continuaram a subir o rio com Ramsay Crooks. Em agosto, retornaram ao posto de Arikara, onde juntaram-se ao grupo de Manuel Lisa retornando a St. Louis.
A expedição de Lewis e Clark já havia explorado esta região, porém as amostras colhidas nesta ocasião foram perdidas. Por isso, as plantas colhidas por Nutall eram ainda desconhecidas pelos cientistas. A guerra que estava sendo preparada entre a Inglaterra e os Estados Unidos obrigaram Nutall a deixar o país e retornar a Londres. Em Londres, dedicou seu tempo organizando a sua importante coleção e encontrando-se com outros cientistas.
Em 1815, volta para a América reiniciando a sua coleta de plantas. Publica, em 1818, "The Genera of North American Plants". De 1818 a 1820, viaja ao Arkansas e ao longo dos Rios Vermelhos. Retornado a Filadélfia publica um relatório de viagem sob o título de "Journal of Travels into the Arkansas Territory during the year 1819". Em 1825, torna-se curador do jardim botânico da universidade de Harvard. Publica seu "Manual of the Ornithology of the United States and of Canada" (1832 e 1834).
Em 1834, demite-se do seu posto e parte para o oeste, desta vez acompanhado pelo naturalista John Kirk Townsend. Explora o Kansas, o Wyoming e Utah e desce o Rio Snake até o Rio Columbia. Nuttall atravessa o Oceano Pacífico até as ilhas havaianas em dezembro. Na primavera do ano de 1835 herborisa a costa do Pacífico ao noroeste, uma região recentemente explorada por David Douglas. No seu retorno encontra Richard Henry Dana, Jr. em San Diego, que o toma como modelo para desenhar um personagem do "velhos curiosos" para o seu livro "Two Years Before the Mast".
De 1836 a 1841, Nuttall trabalha para a Academia das ciências naturais da Filadélfia. Durante este período participa na elaboração da obra "Flora of North America" dirigido por Asa Gray e John Torrey. Com a morte de seu tio retorna para a Inglaterra para resolver problemas de herança. De 1842 a 1849 publica "North American Sylva: Trees not described by F. A. Michaux", a primeira obra que descreve todas as árvores da América do Norte. Morreu em St Helens, Merseyside, Lancashire, em 1859.
Numerosas espécies de animais e vegetais foram lhe dedicados, como por exemplo, Picoides nuttallii por seu amigo William Gambel, Pica nuttalli e Phalaenoptilus nuttallii por John James Audubon. Seu nome atualmente está associado a um carvalho vermelho do centro sul dos Estados Unidos, Quercus texana.

## Lista parcial de publicações
- The genera of North American plants, 1818
- New genera and species of plants, 1840
- The North American sylva, 1842-1849.